# Alen Škoro
Alen Škoro, né le 30 mars 1981  à Sarajevo, est un footballeur international bosnien évoluant au poste d'attaquant.

## Carrière

### En club
Alen Škoro se dévoile en tant que jeune joueur du FK Sarajevo. Après une demi-saison à l'Olimpija Ljubljana, il signe en 2000 à l'Olympique de Marseille. À 19 ans, il arrive sur la Canebière comme un joueur talentueux et d'avenir.
Le 3 février 2001, il dispute son premier match avec Marseille, face à l'AJ Auxerre au Vélodrome. Rentré à la 69e minute à la place de Florian Maurice, il ne peut empêcher la défaite de son équipe. Lors de cette saison 2000-2001, il joue cinq autres rencontres de championnat, et une de Coupe de France.
Il n'arrive pas à s'imposer dans l'effectif phocéen, puis continue sa carrière avec un passage infructueux au Servette FC.
Il retourne donc dans son club formateur, où en deux saisons il accumule le temps de jeu et illumine le championnat bosnien. Il retente donc sa chance à l'étranger, mais ne parvient toujours pas à s'imposer durablement, au Grazer AK puis au HNK Rijeka.
Le 17 décembre 2008, il signe un contrat d'un an au Jagiellonia Białystok, club polonais.
En juin 2010, il signe au Mexique dans le club de Querétaro FC, il déclare vouloir marquer 15 buts pour cette saison.

### En sélection
Il a défendu les couleurs de la Bosnie-Herzégovine à quatre occasions.

### Palmarès
- Vice-Champion d'Autriche : 2005